# 112-я гвардейская ракетная бригада
112-я гвардейская ракетная Новороссийская ордена Ленина, дважды Краснознамённая, орденов Суворова, Кутузова, Богдана Хмельницкого и Александра Невского бригада (сокр. 112 рбр, в/ч 03333) — тактическое соединение Сухопутных войск Российской Федерации.
Бригада дислоцируется: Южный городок, город Шуя, Ивановская область.
Соединение находится в составе 1-й гвардейской танковой армии Московского военного округа.

## История
В годы Великой Отечественной войны формирование как 69-й и 76-й гвардейские пушечные артиллерийские полки, затем как 40-я гвардейская пушечная артиллерийская бригада освобождала Новороссийск, форсировало Днепр и Одер и принимало участие в штурме Берлина.
В марте 1960 года 40-я гвардейская пушечная артиллерийская бригада была преобразована в 112-ю ракетную бригаду (в/ч 64563), дислоцировалась в городе Нойруппин ГДР в составе 2-й гвардейской танковой армии ГСВГ. В апреле 1961 года бригаде были возвращены гвардейское звание, награды и почётное наименование заслуженные 40-й гвардейской бригадой.
С 1991 года 112-я гвардейская ракетная бригада (в/ч 03333) дислоцируется в городе Шуя Ивановской области, с 8 июля 2014 года на её вооружении состоит 12 ПУ РК 9К720 «Искандер-М».
В ходе российского вторжения в Украину в январе 2025 года ГУР Украины заявило, что в России в результате взрыва тяжело ранен командир батареи дивизиона 112 ракетной бригады капитан Константин Нагайко, который, по сообщению ГУР, причастен к ракетному удару по селу Гроза, в результате которого погибли 59 местных жителей. В начале февраля 2025 года, по данным ГУР, Нагайко умер. Радио «Свобода» не смогло, однако, подтвердить информацию, поступившую с украинской стороны. СК РФ подтвердил смерть Нагайко.
13 апреля 2025 года 112-я и 448-я ракетные бригады нанесли два баллистических удара по украинскому областному центру Сумы, в результате чего погибли 36 мирных жителей, 125 — пострадали.
16 и 17 апреля 2025 года место дислокации бригады в городе Шуя атаковали украинские беспилотники.

## Описание
112-я гвардейская ракетная бригада — единственное действующее семиорденоносное соединение в стране.
Соединение вооружено оперативно-тактическими ракетными комплексами «Искандер».
Состав на 2017 год: управление, 3 ракетных дивизиона, ракетно-технический дивизион, дивизион снабжения и сопровождения, батарея управления. В каждом ракетном дивизионе 2 батареи, в батарее 2 СПУ и 2 ТЗМ. Всего: 12 ед. СПУ 9П78-1, 12 ед. транспортно-заряжающих машин 9Т250, 11 ед. командно-штабных машин 9С552, 14 ед. машин жизнеобеспечения, 1 ед. пункт подготовки информации 9С920, 1 ед. машина регламентно-технического обслуживания, 9 ед. Р-145БМ.

## Награды
См. статью: Награды 40-й гвардейской пушечной артиллерийской бригады
- За заслуги в защите Родины в честь 50-летия Великого Октября в 1967 году часть была награждена Памятным Юбилейным Знаменем ЦК КПСС, Президиума Верховного Совета СССР и Совета Министров СССР.
- За успехи в соревновании в честь 110-й годовщины со дня рождения В. И. Ленина часть была награждена Почётной Ленинской грамотой.
- 19 ноября 2018 года бригада была награждена знаком воинской доблести — Полковой чашей[12] Министерства обороны России[13]
- Грамота Министерства обороны Российской Федерации личному составу войсковой части № 03333 за второе место в конкурсе лучших воинских частей по обеспечению безопасных условий военной службы в Вооружённых Силах России (2019)[14].

## Командиры
- гвардии полковник Дешко Алексей Афанасьевич (с 5.1960 по 2.1961),
- гвардии полковник Опарин Иван Григорьевич (с 2.1961 по 11.1962),
- гвардии полковник Куликов Геннадий Михайлович (с 11.1962 по 12.1968),
- гвардии полковник Захаров Вадим Михайлович (с 12.1968 по 10.1970),
- гвардии полковник Греков Борис Владимирович (с 10.1970 по 10.1973),
- гвардии полковник Заболотный Виктор Сергеевич (с 10.1973 по 9.1975),
- гвардии полковник Богачёв Василий Иванович (с 9.1975 по 9.1978),
- гвардии полковник Жихарев Сергей Петрович (с 9.1978 по 9.1983),
- гвардии полковник Гормаков Игорь Алексеевич (с 9.1983 по 5.1988),
- гвардии полковник Благовещенский Сергей Васильевич (с 5.1988 по 5.1998),
- гвардии полковник Савинкин Александр Иванович (с 5.1998 по 7.2003),
- гвардии полковник Мешков Александр Иванович (с 7.2003 по 4.2007),
- гвардии полковник Оврашко Владимир Иванович (с 4.2007 по 8.2019)[14],
- гвардии полковник Пономарев Сергей Сергеевич (с 8.2019 по н.в.).

## Интересные факты
- 112-я гвардейская ракетная бригада имеет шефство над взводом детей-сирот[15].
- В бригаде действует музей маршала артиллерии Владимира Михалкина[16].
- С 2015 года дивизион «Искандер-М» 112-й гвардейской ракетной бригады принимает участие в ежегодных Парадах Победы[17][18].